# أرناوتي
أرناوتي (باليونانية: Αρναούτη)‏ هي جزيرة صغيرة تقع على الساحل الشمالي لجزيرة كريت في بحر إيجة. وهي تقع جنوب جزيرة إيميري جرامفوسا بين إيميري جرامفوسا وصخرة فالينتي.
إداريًا، تقع ضمن بلدية كيساموس في مقاطعة خانية الإدارية.

## اقرأ أيضاً
- قائمة جزر اليونان